# Georgie Twigg
Georgina Sophie Twigg (Lincoln, 21 de noviembre de 1990), conocida como Georgie Twigg, es una exjugadora británica de hockey sobre césped.

## Trayectoria
Twigg obtuvo la medalla de bronce, al derrotar a Nueva Zelanda, en el partido por el tercer puesto de los Juegos Olímpicos de Londres 2012. En Río 2016 venció en la final a Países Bajos y consiguió medalla de oro, por primera vez, para la selección británica.